# Дерев'янко Ганна Олександрівна
Ганна Олександрівна Дерев'янко (народилася 25 лютого 1977 в місті Житомир) — українська громадська діячка і лобістка, виконавчий директор Європейської Бізнес Асоціації. Членка Ради глобальної програми Світового економічного форуму та голова Наглядової ради проекту «Розблокування доброчесного кола» Світового економічного форуму.

## Життєпис
Закінчила Київський національний економічний університет, магістр, спеціальність «Міжнародна економіка і право» (1993—1998).
Ще студенткою працювала в компанії з іноземними інвестиціями «Український Будівельний Бізнес». У 1998—2000 вона фінансовий директор цієї компанії.
У 2000 призначена заступником директора Європейської Бізнес Асоціації, а з 2003 року займає в ній посаду виконавчого директора.
Під керівництвом пані Дерев'янко Асоціація виросла в понад чотири рази (станом на листопад 2018 більше тисячі компаній), ставши найбільшою та однією з найбільш впливових асоціацій іноземного бізнесу в Україні, відкрила п'ять регіональних відділень (Львів, Харків, Донецьк (АТО), Дніпропетровськ та Одеса).
Дерев'янко входида до складу Наглядової ради компанії АрселорМіттал Кривий Ріг та Наглядової ради Райффайзен Банку Аваль.
З грудня 2014 до 24 жовтня 2016 була членом Національної ради реформ.
Є членом Національної ради з питань антикорупційної політики, Ради глобальної програми Світового економічного форуму та головою Наглядової ради проекту «Розблокування доброчесного кола» Світового економічного форуму.
У 2019 за версією журналу «Фокус» увійшла до рейтингу «Топ-100 найвпливовіших жінок України»

## Сім'я
Дерев'янко одружена і має двох синів.